# Ufens noyesi
Ufens noyesi is een vliesvleugelig insect uit de familie Trichogrammatidae. De wetenschappelijke naam is voor het eerst geldig gepubliceerd in 2011 door Owen.